# گئورگی گوگشلیدزه
گئورگی گوگشلیدزه (به گرجی: გიორგი გოგშელიძე) (زادهٔ ۷ نوامبر ۱۹۷۹) کشتی‌گیر پیشین گرجستانی در دستهٔ سنگین‌وزن کشتی آزاد است. گوگشلیدزه برندهٔ مدال‌های نقره و برنز بازی‌های المپیک (۲۰۰۸، ۲۰۱۲) و نیز یک مدال طلا (۲۰۰۱)، یک نقره (۲۰۰۶) و دو برنز (۲۰۰۹، ۲۰۱۰) را از مسابقات قهرمانی کشتی جهان کسب کرده‌است. او همچنین برندهٔ یک مدال طلا، دو نقره و دو برنز مسابقات قهرمانی کشتی اروپا است.
این کشتی‌گیر تا سال ۲۰۰۵ در دستهٔ ۹۷ کیلوگرم برای تیم ملی کشتی روسیه به میدان می‌رفت که پس از شکست از حاجی‌مراد گاتسالوف از راهیابی دوباره به تیم ملی روسیه بازماند و به تیم ملی گرجستان پیوست.